# Margaret Michaelis-Sachsová
Margaret (Margarethe) Michaelis-Sachsová (rozená Grossová, nepřechýleně Margaret Michaelis-Sachs; 6. dubna 1902 – 16. října 1985) byla rakousko-australská fotografka polsko-židovského původu. Kromě mnoha portrétů se z historického hlediska dlouhodobě fotograficky zajímala o architektonické výjevy Barcelony a židovské čtvrti v Krakově ve 30. letech 20. století.

## Raný život
Narodila se v obci Čechovice-Dědice u Bílska v jižním Polsku (tehdy Rakousko-Uhersko) 6. dubna 1902 jako dcera Heinricha Grosse, dobře situovaného židovského lékaře. V letech 1918 až 1921 studovala fotografii na vídeňském Graphische Lehr-und Versuchsanstalt.

## Kariéra
V roce 1922, ještě ve Vídni, nejprve nějakou dobu pracovala ve Studio d'Ora, poté strávila řadu let v Atelier für Porträt Photographie. Pokračovala v práci pro Binder Photographie v Berlíně a Fotostyle v Praze a nakonec se v roce 1929 vrátila do Berlína, aby v těžkých časech hospodářské krize přerušovaně pracovala pro různá studia.
V říjnu 1933 se provdala za Rudolfa Michaelise, který byl jako anarchosyndikalista téměř okamžitě zatčen a uvězněn nacisty. V prosinci 1933 se po Rudolfově propuštění manželé přestěhovali do Španělska, ale krátce nato se rozešli. V Barceloně si Michaelis otevřela vlastní studio Foto-elis. Ve spolupráci se skupinou architektů vytvořila dokumentární snímky progresivní architektury, které byly publikovány v katalánských časopisech jako D'Ací i d'Allà a po vypuknutí občanské války Nova Iberia.
Po návratu do Polska v roce 1937 získala německý pas, odjela do Londýna a v září 1939 emigrovala do Austrálie, kde nejprve pracovala jako pokojská v Sydney. V roce 1940 otevřela své „Photostudio“ a stala se tak jednou z mála fotografek v Sydney. Specializovala se na portréty, zejména Evropanů, Židů a lidí v umění, mnohé publikované v magazínu Australia a Australian Photography. Byla členkou sdružení fotografů v Novém Jižním Walesu a Austrálii, v roce 1941 se jako jediná žena připojila k Institute of Photographic Illustrators (Institutu fotografických ilustrátorů).
Fotografická kariéra umělkyně skončila v roce 1952 v důsledku špatného zraku. V roce 1960 se provdala za Alberta George Sachse, obchodníka se sklem. Zemřela 10. října 1985 v Melbourne.

## Styly
Ve svém raném životě používala Michaelis ostře prokreslené a někdy neobvyklé vyhlídky modernistické fotografie, zatímco její portréty se snažily odhalit psychologickou podstatu jejích dívek. Její portréty byly primárně zaměřeny na zachycení života židovských přistěhovalců. Zvláštní význam má malý soubor výjevů z židovského trhu v Krakově pořízených ve 30. letech 20. století. Helen Ennis z Australské národní galerie uvedla, že snímky „nesou váhu historie a nabízejí vizuální stopu způsobu života, který byl zničen fašismem.
Michaelis měla také ráda autoportréty, ve kterých jako pozadí využívala krajiny kolem Sydney a Melbourne.

## Výstavy
- 1987: Retrospektiva, Australská národní galerie
- 1998: Instituto Valenciano de Arte Moderno Center Julio González, Valencie
- 2005: Retrospektiva, Australská národní galerie